# Козлар
Казла́р-Айба́р (укр. Казлар-Айбар, крымскотат. Qazlar Aybar, Къазлар Айбар) — исчезнувшее село в Первомайском районе Республики Крым, располагавшееся в центре района, в степной части Крыма, сейчас, примерно, юго-западная окраина современного села Войково

### Динамика численности населения
- 1805 год — 75 чел.[5]
- 1864 год — 12 чел.[6]
- 1900 год — 43 чел.[7]
- 1915 год — 30/7 чел.[8][9]
- 1926 год — 34 чел.[10]

## Название
Русское написание названия окончательно не установилось, чаще других в источниках встречался вариант Казлар, Айбары-Козлар или Казлар-Айбар — последнее документально зафиксированное в 1926 году название.

## История
Первое документальное упоминание села встречается в Камеральном Описании Крыма… 1784 года, судя по которому, в последний период Крымского ханства Газиилер входил в Караул кадылык Перекопского каймаканства. После присоединения Крыма к России (8) 19 апреля 1783 года, (8) 19 февраля 1784 года, именным указом Екатерины II сенату, на территории бывшего Крымского Ханства была образована Таврическая область и деревня была приписана к Перекопскому уезду. После Павловских реформ, с 1796 по 1802 год, входила в Акмечетский уезд Новороссийской губернии. По новому административному делению, после создания 8 (20) октября 1802 года Таврической губернии, Хызлар был включён в состав Кучук-Кабачской волости Перекопского уезда.
По Ведомости о всех селениях в Перекопском уезде состоящих с показанием в которой волости сколько числом дворов и душ… от 21 октября 1805 года в деревне Казлар числилось 12 дворов и 75 жителей крымских татар. На военно-топографической карте генерал-майора Мухина 1817 года деревня Казлар обозначена с 8 дворами. Затем, видимо, вследствие эмиграции крымских татар в Турцию, деревня опустела и на картах 1836 и 1842 года обозначены уже развалины деревни Хызлар.
В 1860-х годах, после земской реформы Александра II, деревню включили в состав Айбарской волости. В «Списке населённых мест Таврической губернии по сведениям 1864 года», составленном по результатам VIII ревизии 1864 года, Казлар (Казлар-Айбар) — владельческая русская деревня с 2 дворами, 12 жителями и православной церковью при балкѣ Караулѣ, а на трёхверстовой карте Шуберта 1865—1876 года Хузлар — разорённая деревня.
Вновь поселение упоминается в «…Памятной книжке Таврической губернии на 1900 год» , согласно которомй в Александровской волости в деревне Казлар-Айбары числилоь 43 жителя в 5 дворах. По Статистическому справочнику Таврической губернии. Ч.II-я. Статистический очерк, выпуск пятый Перекопский уезд, 1915 год, в экономии Айбары-Козлар Александровской волости Перекопского уезда числилось 3 двора с русским населением в количестве 30 человек приписных жителей и 7 — «посторонних».
После установления в Крыму Советской власти и учреждения 18 октября 1921 года Крымской АССР, в составе Джанкойского уезда был образован Курманский район, в состав которого включили село. В 1922 году уезды получили название округов. 11 октября 1923 года, согласно постановлению ВЦИК, в административное деление Крымской АССР были внесены изменения, в результате которых был ликвидирован Курманский район и село включили в состав Джанкойского. Согласно Списку населённых пунктов Крымской АССР по Всесоюзной переписи 17 декабря 1926 года, на хуторе Козлар, Акчоринского (русского) сельсовета Джанкойского района, числилось 8 дворов, из них 6 крестьянских, население составляло 34 человека, из них 30 немцев, 2 эстонца, 1 украинец, 1 татарин. В дальнейшем в доступных исторических документах не встречается.